# Scaphocalanus californicus
Scaphocalanus californicus är en kräftdjursart som beskrevs av Davis 1949. Scaphocalanus californicus ingår i släktet Scaphocalanus och familjen Scolecitrichidae. Inga underarter finns listade i Catalogue of Life.